# Kunstpreis der Bayerischen Akademie der Schönen Künste
Der Kunstpreis der Bayerischen Akademie der Schönen Künste wird jährlich seit 1987 von der Bayerischen Akademie der Schönen Künste an Künstler, Landschaftsarchitekten oder Architekten für ihre herausragende Arbeit in ihrem jeweiligen Betätigungsfeld vergeben. Der Preis ist mit 10.000 Euro dotiert. Der Preisträger wird von einem Paten aus den Reihen der Mitglieder der Abteilung Bildende Kunst und Architektur ernannt.

## Preisträger
- 1987: Manfred Bichoff
- 1988: Reiner Wisems
- 1989: Erwin Pfrang
- 1990: Mip Mispelbaum und Ingrid Schreiber
- 1991: Satoko Maeda und Michael Hofstetter
- 1992: Dietz Eilbacher
- 1993: Stefan Eberstadt
- 1994: Sati Zech
- 1995: Dietrich Fink
- 1996: Clemens Heinl
- 1997: Simone Böhm und Max Döbereiner
- 1998: Richard Vogl
- 1999: Karl Schleinkofer
- 2000: Annette Lucks
- 2001: Thomas Gronegger
- 2002: Heinz Pfahler
- 2003: Regine Keller
- 2004: Raimund Wäschle
- 2005: Martina Günther
- 2006: Christopher Lehmpfuhl
- 2007: Elke Härtel
- 2008: Anna Leonie
- 2009: Steffen Bathke
- 2010: Heike Pillemann
- 2011: Alexi Tsioris
- 2012: Florian Otto
- 2013: Spomenko Skrbic
- 2014: Ben Goossens
- 2015: Susanne Wagner
- 2016: Mari Ishikawa und Margot Jäschke
- 2017: Hedwig Eberle
- 2018: Georg Fuchssteiner
- 2019: Beate Engl, Leonie Felle und Franka Kaßner für PREKÄROTOPIA
- 2020: Sebastian Multerer
- 2021: Lorena Herrera Rashid und Endy Hupperich
- 2022: Volker Atropos